# Râul Valea Lungă, Valea Roșie
Râul Valea Lungă este un curs de apă din Județul Maramureș, unul din cele două brațe care formează râul Valea Roșie. 

## Hărți
- Harta județului Maramureș
- Harta muntii Gutâi  Arhivat în 4 martie 2016, la Wayback Machine.